# Jem (chanteuse)
Pour les articles homonymes, voir Griffiths et Jem.
Jemma Griffiths (née le 18 mai 1975 à Penarth au pays de Galles), plus connue sous le nom de Jem, est une auteure-compositrice-interprète britannique.

## Biographie

### Carrière musicale
La carrière solo de Jem débute en 2002 lorsqu'elle joua une version de démonstration de la chanson "Finally Woken" à la radio de Los Angeles KPWR. La chanson devint l'une des plus demandée sur les ondes, la projetant ainsi dans le top 5 des artistes les plus diffusés.
Elle interprète également la chanson Once in every lifetime pour le générique du film Eragon de Stefen Fangmeier sorti en 2006.

### Albums
| Sortie            | Album            | Classement des ventes | Classement des ventes | Classement des ventes |
| Sortie            | Album            | FR                    | UK                    | USA                   |
| ----------------- | ---------------- | --------------------- | --------------------- | --------------------- |
| 24 mars 2004      | Finally Woken    | —                     | 6                     | 197                   |
| 16 septembre 2008 | Down to Earth    | —                     | 64                    | 43                    |
| 5 août 2016       | Beachwood Canyon | —                     | —                     | —                     |

### Singles
| Sortie | Single        | Classement des ventes | Classement des ventes | Classement des ventes | Album         |
| Sortie | Single        | FR                    | UK                    | USA                   | Album         |
| ------ | ------------- | --------------------- | --------------------- | --------------------- | ------------- |
| 2005   | They          | —                     | 6                     | —                     | Finally Woken |
| 2005   | Just a Ride   | —                     | 16                    | —                     | Finally Woken |
| 2005   | Wish I        | —                     | 24                    | —                     | Finally Woken |
| 2008   | It's Amazing  | —                     | —                     | —                     | Down to Earth |
| 2008   | Crazy         | —                     | —                     | —                     | Down to Earth |
| 2008   | I Always Knew | —                     | —                     | —                     | Down to Earth |

### EP
- It All Starts Here 13 octobre 2003